# Gare de Saiki
La gare de Saiki (佐伯駅, Saiki-eki) est une gare ferroviaire de la ville de Saiki, dans la préfecture d'Ōita au Japon. Elle est gérée par la compagnie JR Kyushu.

## Situation ferroviaire
La gare est située au point kilométrique (PK) 197,8 de la ligne principale Nippō.

## Histoire
La gare a été inaugurée le 25 octobre 1916.

## Service des voyageurs

### Accueil
La gare dispose d'un bâtiment voyageurs, avec guichets, ouvert tous les jours.

### Desserte
- Ligne principale Nippō :
  - voie 1 : direction Nobeoka et Miyazaki
  - voies 1 et 3 : direction Ōita, Beppu et Kokura